# Jaime King
Jaime King (Omaha (Nebraska), 23 april 1979) is een Amerikaans actrice.
King was in haar tienerjaren model onder de naam James King. Ze had destijds een relatie met Davide Sorrenti, die net zoals zij verslaafd was aan heroïne. King stopte met gebruiken nadat hij stierf aan een overdosis. Hoewel ze tegenwoordig voornamelijk werkt als actrice, is ze daarnaast nog steeds parttime model.
King trouwde in november 2007 met regisseur Kyle Newman, in wiens film Fanboys ze een half jaar later te zien was.

## Trivia
King heeft verschillende tatoeages, zoals op haar beide polsen, haar onderrug, haar buik, tussen haar schouders en achter op haar nek.

## Filmografie
- 2024: Lights Out
- 2023: Hoax: The Kidnapping of Sherri Papini
- 2023: The Resurrection of Charles Manson
- 2021: Code Name Banshee
- 2021: Out of Death
- 2019: Ice Cream in the Cupboard
- 2019: Escape Plan: The Extractors
- 2018: Escape Plan 2: Hades
- 2018: Ocean's Eight
- 2017: Bitch
- 2016: The Mistletoe Promise
- 2015: Barely Lethal
- 2014: Sin City: A Dame to Kill For
- 2012: Silent Night
- 2010: Waiting for Forever
- 2009: My Bloody Valentine
- 2008: The Spirit
- 2008: Fanboys
- 2007: They Wait
- 2006: The Tripper
- 2006:True True Lie
- 2006: The Alibi
- 2005: Cheaper by the Dozen 2
- 2005: Two for the Money
- 2005: Sin City
- 2005: Pretty Persuasion
- 2004: White Chicks
- 2003: Bulletproof Monk
- 2002: Slackers
- 2002: Lone Star State of Mind
- 2002: Four Faces of God
- 2001: Pearl Harbor
- 2001: Blow
- 2001: Happy Campers

## Televisieseries
*Exclusief eenmalige gastrollen
- Black Summer - Rose (2019, 7 afleveringen)
- Transformers: Power of the Primes - Solus Prime (stem) (2018, 5 afleveringen)
- Hart of Dixie - Lemon Breeland (2011-2015, 76 afleveringen)
- My Generation - Jackie Vachs (2010, 5 afleveringen)
- Star Wars: The Clone Wars - Aurra Sing / Priestesses / Luce (stem) (2009-2014, 9 afleveringen)
- Gary Unmarried - Vanessa Flood (2008-2009, 13 afleveringen)
- The Class - Palmer (2006-2007, zes afleveringen)
- Kitchen Confidential - Tanya (2005-2006, dertien afleveringen)